# 北京乐高乐园
39°46′23″N 116°01′34″E / 39.773°N 116.026°E
北京乐高乐园是计划在中国北京市房山区长阳镇建设的一座乐高乐园。
2014年即有报道称，该项目计划兴建于青龙湖。但在2018年，传出乐高乐园方面正在与密云商谈项目的消息，并要求“选址需要与城区保持一个小时路程以上的距离”。根据2019年3月的消息，房山方面仍在推进位于青龙湖的乐高乐园项目。2019年6月，才确定该项目落地房山。2022年，选址从青龙湖镇改为了同样位于房山区的长阳镇。
北京乐高乐园最初计划由北京地铁14号线西延来接驳，但2020年初的消息则称，可能会利用良陈铁路来提供服务。